# Верх-Люк
Верх-Люк (Верхний Люк) — деревня в Балезинском районе Удмуртии. Центр Андрейшурского сельского поселения — село Андрейшур.
Население - 40 человек (2007; 35 в 1961).
В деревне имеются 2 улицы: Центральная и Школьная.
ГНИИМБ 	: 1837
Индекс 	: 427535